# The Chieftains 4
The Chieftains 4 es el cuarto álbum publicado por el grupo musical irlandés The Chieftains en 1973. Es el primer álbum con Derek Bell al arpa

## Listado de canciones
1. Drowsy Maggie – 4:00
2. Morgan Magan – 2:53
3. The Tip of the Whistle – 2:57
4. Bucks of Oranmore – 2:17
5. The Battle Of Aughrim – 7:36
6. The Morning Dew – 3:34
7. Carrickfergus (or Do Bhi Bean Uasal) – 2:49
8. Sláinte Bhreagh Hiulit (Hewlett) – 2:34
9. Cherish The Ladies – 2:29
10. Lord Mayo – 2:44
11. Mná na hÉireann (Women of Ireland) – 3:33
12. O'Keefe's Slide/An Suisin Ban (The white blanket)/The Star Above The Garter/The Weaver's Slide – 3:39

## Créditos
- Paddy Moloney – uilleann pipes, tin whistle
- Martin Fay – fiddle (es un violín adaptado a la música folk) y huesos
- Seán Potts – tin whistle
- Seán Keane  – fiddle (es un violín adaptado a la música folk) huesos
- Peadar Mercier – bodhrán y huesos
- Pat Kilduff – bodhrán y huesos
- Derek Bell - arpa
- Michael Tubridy – flauta, concertina, tin whistle

## Comentarios
- La llegada de Derek Bell al arpa dio a  the Chieftains un sonido distintivo y delicado.
- La lentitud  Mná na hÉireann (Women of Ireland), compuesto por Seán Ó Riada, fue utilizado en 1975 en la película Barry Lyndon de Stanley Kubrick. En 1996 Mike Oldfield lo grabó en su álbum Voyager